# Acalypha kerrii
Acalypha kerrii é uma espécie de flor do gênero Acalypha, pertencente à família Euphorbiaceae.